# Senokos, Dimitrovgrad
Senokos (izvirno srbsko Сенокос) je naselje v Srbiji, ki upravno spada pod Občino Dimitrovgrad; slednja pa je del Pirotskega upravnega okraja.

## Demografija
V naselju živi 44 polnoletnih prebivalcev, pri čemer je njihova povprečna starost 69,4 let (67,8 pri moških in 71,2 pri ženskah). Naselje ima 27 gospodinjstev, pri čemer je povprečno število članov na gospodinjstvo 1,63.
To naselje je v glavnem bolgarsko (glede na popis iz leta 2002).
|  |

| Demografija | Demografija     | Demografija     |
| Leto        | Št. prebivalcev | Št. prebivalcev |
| ----------- | --------------- | --------------- |
|             |                 |                 |
|             |                 |                 |
|             |                 |                 |
|             |                 |                 |
| 1948        | 568             |                 |
| 1953        | 562             |                 |
| 1961        | 405             |                 |
| 1971        | 269             |                 |
| 1981        | 144             |                 |
| 1991        | 78              | 78              |
| 2002        | 44              | 44              |
|             |                 |                 |

| Etnična sestava po popisu iz leta 2002 | Etnična sestava po popisu iz leta 2002 | Etnična sestava po popisu iz leta 2002 | Etnična sestava po popisu iz leta 2002 | Etnična sestava po popisu iz leta 2002 |
| -------------------------------------- | -------------------------------------- | -------------------------------------- | -------------------------------------- | -------------------------------------- |
| Bolgari                                | Bolgari                                |                                        | 29                                     | 65,90%                                 |
| Srbi                                   | Srbi                                   |                                        | 15                                     | 34,09%                                 |
| Neznano                                | Neznano                                |                                        | 0                                      | 0,0%                                   |